# Jane Lubchenco
Jane Lubchenco (Denver, 4 de diciembre de 1947) es una bióloga marina estadounidense.

## Vida y obra
Lubchenco nació en la localidad de Denver, en el estado de Colorado, donde estudió biología en el Colorado College, donde en 1969, obtuvo una licenciatura. En 1971, realizó su maestría en zoología por la Universidad de Washington. Posteriormente, se trasladó a la Universidad de Harvard, donde en 1975 efectuó su doctorado en ecología. Luego enseñó por dos años allí; y, luego fue contratada para una cátedra en la Universidad Estatal de Oregón, donde fue profesora entre 1977 y 2009, de ecología marina.
En la década de 1990, fue por dos `períodos asesora del Presidente Bill Clinton en el National Science Board. En 1993, obtuvo el Premio de 500.000 dólares por la MacArthur Beca. Además, ganó una Pew Beca, varios Premios y posee ocho doctorados honoris causa. En 2002, ganó el Premio Heinz de Environment y en 2003 el Premio Nierenberg por Science in the Public Interest.
Lubchenco ha hecho en repetidas ocasiones, declaraciones enfáticas, sobre la necesidad de la acción del gobierno para frenar el calentamiento global atento y criticado a la administración del presidente George W. Bush por su irreverente manejo de la ciencia crítica.

## Honores

### Premios
- 2012: Premio Fronteras del Conocimiento, en la categoría de Ecología y Biología de la Conservación, otorgado por la Fundación BBVA,
- 2015: Tyler Prize for Environmental Achievement,
- 2017: Medalla de Bienestar Público de la Academia Nacional de Ciencias de Estados Unidos.

### Membresías
- 1993: de la Academia Estadounidense de las Artes y las Ciencias,
- 1996: de la Academia Nacional de Ciencias de Estados Unidos,
- 1998: de la American Philosophical Society,
- 2004: de la Royal Society.

### Designaciones
- 1997: presidenta de la Asociación Estadounidense para el Avance de la Ciencia.

- diciembre de 2008, el presidente Barack Obama la nombra en la Administración Nacional Oceánica y Atmosférica. Y el 19 de marzo de 2009, el Senado de los Estados Unidos la confirmó. Ejerció ese cargo hasta febrero de 2013. Y fue ex officio secretaria de Estado en el Departamento de Comercio de Estados Unidos (Under Secretary of Commerce for Oceans and Atmosphere).

## Obra

### Algunas publications
- Lubchenco, J.; Menge, Bruce A. (1978). «Community development and persistence in a low rocky intertidal zone». Ecological Monographs 48: 67-94. doi:10.2307/2937360.

- Lubchenco, J. (1978). «Plant species diversity in a marine intertidal community: importance of herbivore food preference and algal competitive abilities». American Naturalist 112: 23-39. doi:10.1086/283250.

- Lubchenco, J.; Gaines, S.D. (1981). «A unified approach to marine plant herbivore interactions I.  Populations and Communities». Annual Review of Ecology and Systematics 12: 405-437. doi:10.1146/annurev.es.12.110181.002201.

- Lubchenco, J.; A.M. Olson; L.B. Brubake; S.R. Carpenter; M.M. Holland; S.P. Hubbell; S.A. Levin; J.A. MacMahon; P.A. Matson; J.M. Melillo; H.A. Mooney; C.H. Peterson; H.R. Pulliam; L.A. Real; P.J. Regal; P.G. Risser (1991). «The Sustainable Biosphere Initiative: An Ecological Research Agenda». Ecology 72 (2): 371-412. doi:10.2307/2937183.

- Power, M.; D. Tilman; J.A. Estes; B.A. Menge; W.J. Bond; L.S. Mills; G. Daily; J.C. Castilla; J. Lubchenco; R.T. Paine (1996). «Challenges in the quest for keystones». BioScience 46: 609-620. doi:10.2307/1312990.

- Vitousek, P.M.; H.A. Mooney; J. Lubchenco; J.M. Melillo (1997). «Human domination of earth’s ecosystems». Science 277 (5325): 494-499. doi:10.1126/science.277.5325.494.

- Allison, G.W.; J. Lubchenco; M. Carr (1998). «Marine reserves are necessary but not sufficient for marine conservation». Ecological Applications 8: S79-S92. JSTOR 2641365. doi:10.1890/1051-0761(1998)8[S79:MRANBN]2.0.CO;2.

- Lubchenco, J. (1998). «Entering the century of the environment: A new social contract for science». Science 279 (5350): 491-497. doi:10.1126/science.279.5350.491.

## Vida personal
Ella está casada con el ecólogo Bruce Menge. La pareja tiene un hijo, Duncan Lubchenco que trabaja en el Centro Nacional de Análisis y Síntesis Ecológicos.